# 圣克里斯托夫德杜布尔 (吉伦特省)
圣克里斯托夫德杜布尔（法語：Saint-Christophe-de-Double）是法国吉伦特省的一个市镇，属于利布尔恩区（Libourne）库特拉县（Coutras）。该市镇总面积36.13平方公里，2009年时的人口为658人。

## 人口
圣克里斯托夫德杜布尔人口变化图示